# 新富郡
新富郡（越南语：／）是越南胡志明市下辖的一个郡。面积为16平方公里，2019年总人口485000人。

## 地理
新富郡东接新平郡，西接平新郡，南接第六郡和第十一郡，北接第十二郡。

## 历史
2003年11月5日，新平郡以第十六坊、第十七坊、第十八坊、第十九坊、第二十坊5坊和第十四坊、第十五坊部分区域析置新富郡；第十四坊部分区域和第十七坊析置新山二坊，第十五坊部分区域改制为西盛坊，第十六坊析置山奇坊，第十四坊和第十六坊析置新贵坊，第十四坊部分区域、第十六坊和第十七坊析置新城坊，第十八坊分设为富寿和坊和富盛坊，第十九坊分设为富中坊和和盛坊，第二十坊分设为合新坊和新泰和坊。

## 行政区划
新富郡下辖11坊，郡人民委员会位于新城坊。
- 合新坊（Phường Hiệp Tân）
- 和盛坊（Phường Hoà Thạnh）
- 富盛坊（Phường Phú Thạnh）
- 富寿和坊（Phường Phú Thọ Hoà）
- 富中坊（Phường Phú Trung）
- 山奇坊（Phường Sơn Kì）
- 新贵坊（Phường Tân Quý）
- 新山二坊（Phường Tân Sơn Nhì）
- 新城坊（Phường Tân Thành）
- 新泰和坊（Phường Tân Thới Hòa）
- 西盛坊（Phường Tây Thạnh）